# Östra Ljungby socken
Östra Ljungby socken i Skåne ingick i Norra Åsbo härad och är sedan 1974 en del av Klippans kommun, från 2016 inom Östra Ljungby distrikt.
Socknens areal är 29,97 kvadratkilometer varav 29,63 land. År 1953 fanns här 1 481 invånare. Tätorten Stidsvig och tätorten Östra Ljungby med sockenkyrkan Östra Ljungby kyrka ligger i socknen.

## Administrativ historik
Socknen har medeltida ursprung.
Vid kommunreformen 1862 övergick socknens ansvar för de kyrkliga frågorna till Östra Ljungby församling och för de borgerliga frågorna bildades Östra Ljungby landskommun. Landskommunen utökades 1952 och upplöstes 1974 då denna del uppgick i Klippans kommun. Församlingen utökades 1977 med Källna församling.
1 januari 2016 inrättades distriktet Östra Ljungby, med samma omfattning som Östra Ljungby församling hade 1999/2000 och fick 1977, och vari detta sockenområde ingår.
Socknen har tillhört län, fögderier, tingslag och domsagor enligt vad som beskrivs i artikeln Norra Åsbo härad. De indelta soldaterna tillhörde Norra skånska infanteriregementet, Norra Åsbo kompani och Skånska husarregementet, Silvåkra skvadron, överstelöjtnantens kompani.

## Geografi
Östra Ljungby socken ligger sydost om Ängelholm med Rönne å i söder Pinnån i öster och Hallandsåsen i nordost. Socknen är en odlad slättbygd i sydväst och kuperad skogsbygd i nordost.

## Fornlämningar
Gravhögar är funna.

## Namnet
Namnet skrevs 1500 Lundby, 1570-talet Östre Lyndby, och kommer från kyrkbyn. Namnet innehåller ljung, 'ljunghed' och by , 'gård; by'..